# Ženska z ogledalom
Ženska z ogledalom (francosko La Femme au miroir) je Tizianova slika, datirana v ok. 1515 in zdaj v muzeju Louvre v Parizu.

## Zgodovina
Znano je, da je bila v zbirki družine Gonzaga v Mantovi, od koder jo je kupil Karel I. Angleški. Po Karlovi usmrtitvi so jo prodali in jo je kupil Ludvik XIV. Francoski za Versajsko palačo.
Več poskusov je bilo identificirati glavno žensko figuro – ti so vključevali Tizianovo ljubico, ljubico Alfonsa d'Esteja Lauro Dianti ali ljubimko Federica Gonzage Isabello Boschetti. Nobena od teh teorij se ne ujema z datumom, ki je sliki pripisan z analizo njenega sloga, to je 1512–1515, ko so se dvori v Mantovi in Ferrari prvič začeli zanimati za Tiziana.
Dianti je naslikal Tizian na portretu iz leta 1523. Verjetno je le model, ki se pojavlja na drugih slikah – ista ženska s kuštrastimi rdečkasto blond lasmi se pojavlja na seriji slik iz približno istega časa (vključno s Floro v galeriji Uffizi, Nečimrnost v Münchnu, Saloma v Gallerii Doria Pamphilj, Violanta in Mlada ženska v črni obleki na Dunaju), pa tudi več Madon in oblečena figura v Sveti in posvetni ljubezni. Kot se je zgodilo s serijo Bella, je bilo še vedno običajno, da so umetnikove delavnice ustvarjale podobna dela z variacijami iz istih študij, če ne iz istega kartona.
Znanih je veliko različic dela, ki so po kakovosti enake izvirniku, a manj velike. Najboljši so v Museu Nacional d'Art de Catalunya v Barceloni, galeriji Praškega gradu in Narodni galeriji umetnosti v Washingtonu.

## Opis in slog
Ženska idealizirane lepote spregleda parapet in se dotakne stekleničke, postavljene nanj (v kateri je morda parfum ali mazilo). Z desnico si boža lase. Moški za njo dvigne ogledalo, da pokaže žensko od zadaj in okno, ki osvetljuje sobo – njegova prisotnost je povezana z renesančnimi razpravami Paragone o umetniški veščini. V skladu z ideali Paragone bi moralo slikarstvo, tako kot kiparstvo, ponujati več perspektiv na predmet. Moški drži drugo ogledalo, vidno v profilu, v katerem se ženska gleda med oblačenjem.
Ženska z ogledalom prikazuje harmonijo barv in kompozicije, značilno za mladega Tiziana, ki je povzdigoval lepoto, celo čutnost svojih subjektov. Tedanje ženske so nosile razpuščene lase le v intimi doma, kar daje sliki erotičen značaj, ki prevladuje nad ostalimi elementi teme nečimrnost (steklenička z mazilom, igra zrcal).
- Violanta (Umetnostnozgodovinski muzej, Dunaj)
- Saloma (galerija Doria Pamphilj)
- Ženska z ogledalom (Louvre)
- Mlada ženska v črni obleki (Umetnostnozgodovinski muzej)
- Sacra conversazione Balbi (Fondazione Magnani-Rocca, detajl)
- Flora (Uffizi, detajl)
- Sveta in posvetna ljubezen (Galerija Borghese, detajl)
- Venera Anadiomena (National Gallery of Scotland)
- Nečimrnost (Stara Pinakoteka)